# Zelotes gussakovskyi
Zelotes gussakovskyi este o specie de păianjeni din genul Zelotes, familia Gnaphosidae, descrisă de Charitonov, 1951. Conform Catalogue of Life specia Zelotes gussakovskyi nu are subspecii cunoscute.